# Чеські Будейовиці (округ)
Чеські Будейовиці (чеськ. Okres České Budějovice) — адміністративно-територіальна одиниця в Південночеському краї Чеської Республіки. Адміністративний центр — місто Чеські Будейовиці. Площа округу — 1 639 кв. км., населення становить 190 844 особи.
До округу входить 109 муніципалітетів, з котрих 9 — міста.